# Shibuya Hiroki
Hiroki Shibuya (sinh ngày 30 tháng 11 năm 1966) là một cầu thủ bóng đá người Nhật Bản.

## Sự nghiệp câu lạc bộ
Hiroki Shibuya đã từng chơi cho JEF United Ichihara, Tosu Futures và NTT Kanto.